# Bernardo Cavallino

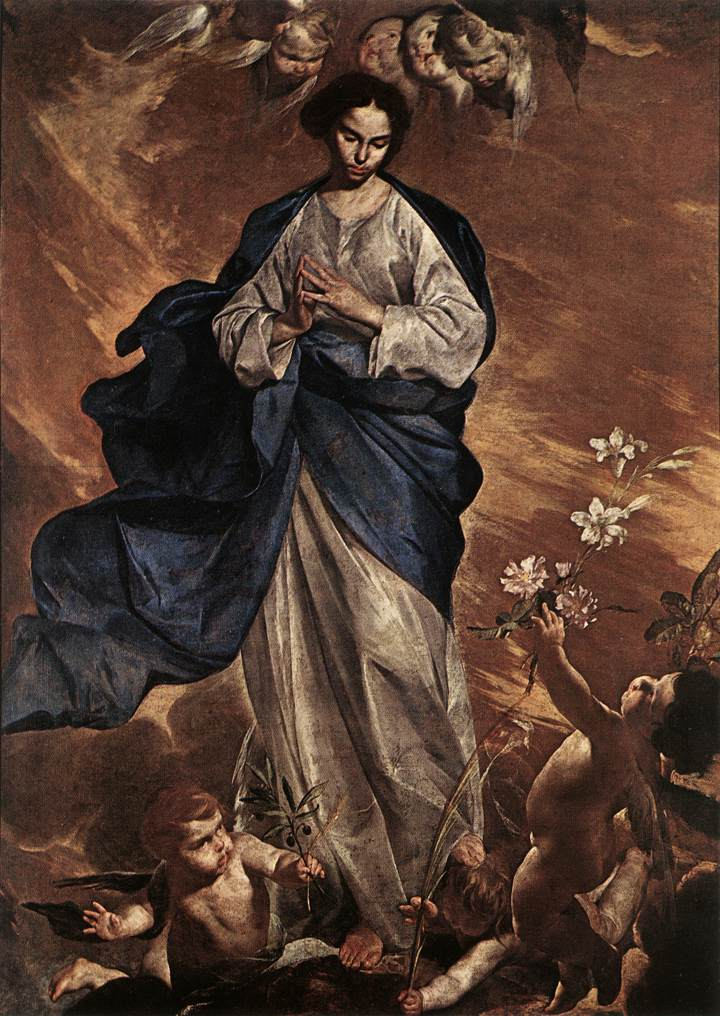
Immacolata concezione de la pinacothèque de Brera à Milan

Bernardo Cavallino (Naples, 1616 - Naples, 1656) est un peintre italien baroque de l'école napolitaine, à sujet intimiste. N'ayant jamais quitté sa ville natale, il a dédié presque toute son activité à la réalisation de « peintures de chevalet », des œuvres de moyenne taille pour les collections privées ou, à vocation de dévotion, pour des chapelles et des petits oratoires.

## Biographie
Le plus lyrique et le plus sensible des maîtres napolitains du XVIIe siècle fut l'élève de Massimo Stanzione, collabora avec le « maître de l'Annonce aux bergers », fréquenta le peintre Andrea Vaccaro, subit l'influence artistique de Vélasquez et Falcone, et éclaircit sa palette au contact des toiles de Rubens et d'Antoine Van Dyck présentes dans les collections napolitaines. Mais ses œuvres se situent entre celles du Caravage et de Federico Barocci, pour leur ténébrisme et des similitudes avec certaines des caractéristiques de la sculpture baroque romaine. Vers 1645 sa production atteint des sommets inégalés de raffinement par l'élégance du chromatisme, les jeux subtils de la pénombre et les accords de couleurs recherchés et suggestifs. Ses tableaux, sans équivalent alors à Naples, préfigurent le charme nostalgique des productions du siècle suivant.
Il a travaillé dans les cercles artistiques de Naples influencé par Stanzione, lesquels comprenaient Artemisia Gentileschi, Francesco Francanzano, Agostino Beltrano et Francesco Guarino.
Parmi ses chefs-d'œuvre, on note une Immacolata concezione de 1650 à Milan et l'Extase de sainte Cécile (1645).
Il meurt de la peste à Naples en 1656.

## Œuvres
Œuvres à sujet religieux
- Saint Jean l'évangéliste, vers 1635-40, Musée national d'art de Catalogne à Barcelone.
- La Mort de saint Joseph, vers 1635-40, Musée Fabre, Montpellier[2].
- L'Adoration des mages (v. 1640), toile, 101 × 127 cm, Kunsthistorisches Museum de Vienne[3]
- Massacre des Innocents (1640), Pinacothèque de Brera, Milan
- Immaculée Conception (vers 1640), huile sur toile, 69 cm × 45 cm, musée des beaux-arts, Caen.
- L'Ivresse de Noé, vers 1640-45, Musée Thyssen-Bornemisza à Madrid
- Saint Laurent, vers 1640-45, Musée Lázaro Galdiano à Madrid.
- Loth et ses filles, vers 1645, toile, 105 × 80 cm, Musée du Louvre, Paris[4]
- Esther et Assuérus (après 1645), huile sur toile, 76 × 102 cm, musée des Offices, Florence[5]
- Immaculée Conception, église San Giovanni Battista delle Monache de Naples
- Immaculée Conception (1650), Pinacothèque de Brera, Milan
- Erminie chez les bergers (v. 1650), huile sur toile, 123 × 97 cm, musée Capodimonte, Naples[6]
- Extase de sainte Cécile, ébauche, musée de Capodimonte, Naples
- Extase de sainte Cécile, œuvre finale, Palazzo Vecchio, Florence.
- L'ombre de Samuel invoquée par Saul, Getty Center, Los Angeles.
- Jésus chassant les marchands du Temple, National Gallery, Londres.
- Adoration des bergers, Cleveland Museum of Art, Cleveland, Ohio.
- Montée au calvaire, Chrysler Museum, Norfolk, Virginie.
- Sainte Agathe guérie par Saint Pierre, Nevers, musée de la Faïence et des Beaux-Arts (avec la collaboration d'Artemisia Gentileschi pour Ste Agathe).

Œuvres à sujet profane
- La Joueuse de clavicorde (1645 -1650), huile sur toile, 79 × 64 cm, musée des beaux-arts, Lyon.
- Mucius Scaevola en présence de Porsenna, vers 1650, huile sur cuivre, musée d'art Kimbell à Fort Worth, Texas.
- Hercule et Omphale, musée national de l'art occidental de Tokyo.